# The American Dream
The American Dream Mike Jones albuma amihez DVD is készült. 2007.november 20-án adták ki. Eredetileg nagylemez lett volna. Már 2006-ban ki akarták adni, de végül csa 2007-ben került a boltokba.

## Számok listája
1. Turnin' Headz
2. My 64 ft. Snoop Dogg, Bun B
3. Mr. Jones
4. Like What I Got
5. Still Tippin' ft. Slim Thug, Paul Wall
6. Back Then